# Meranoplus ajax
Meranoplus ajax é uma espécie de formiga do gênero Meranoplus, pertencente à subfamília Myrmicinae.